# هیساتسونه ساکومیزو
هیساتسونه ساکومیزو (انگلیسی: Hisatsune Sakomizu؛ ۵ اوت ۱۹۰۲ – ۲۵ ژوئیهٔ ۱۹۷۷) سیاست‌مدار اهل ژاپن بود.